# Une vie (film, 2016)
Pour les articles homonymes, voir Une vie.
Pour plus de détails, voir Fiche technique et Distribution.
Une vie est un film français sorti en 2016. Il est réalisé par Stéphane Brizé et adapté du roman Une vie de Guy de Maupassant paru en 1883.
Le film a été en partie tourné en Normandie, dans le Pays d'Auge, entre Pierrefitte-en-Auge et Le Mesnil-sur-Blangy.

## Synopsis
1819 en Normandie. Jeanne Le Perthuis des Vauds vient de sortir du couvent et s’apprête à commencer une nouvelle vie auprès de son futur mari Julien de Lamare. Ce dernier se révèle bientôt égoïste, avare et infidèle. Julien trompe Jeanne d’abord avec Rosalie, la domestique, puis avec une voisine, Gilberte de Fourville. La naissance de deux enfants ne va pas améliorer la relation entre les époux.

## Fiche technique
- Réalisation : Stéphane Brizé
- Scénario : Stéphane Brizé et Florence Vignon d'après le roman éponyme de Guy de Maupassant
- Directeur de la photo : Antoine Héberlé
- Ingénieur du son : Pascal Jasmes
- Montage : Anne Klotz
- Scripte : Marion Pin
- Décoratrice : Valérie Saradjian
- Costumière : Madeline Fontaine
- Genre : drame
- Producteurs : Miléna Poylo et Giles Sacuto
- Production : TS Productions
- Co production : France 3 Cinéma et F comme cinéma
- SOFICA : Indéfilms 4
- Distribution : Diaphana Distribution
- Date de sortie : 2016
- Durée : 118 minutes

## Distribution
- Judith Chemla : Jeanne Le Perthuis des Vauds
- Yolande Moreau : La baronne Adélaïde Le Perthuis des Vauds
- Jean-Pierre Darroussin : Simon-Jacques Le Perthuis des Vauds
- Swann Arlaud : Julien de Lamare
- Nina Meurisse : Rosalie
- Olivier Perrier : L'abbé Picot
- Clotilde Hesme : Gilberte de Fourville
- Alain Beigel : Georges de Fourville
- Finnegan Oldfield : Paul de Lamare

## Distinction

### Récompenses
- Mostra de Venise 2016 : Prix FIPRESCI
- Prix Louis-Delluc 2016

### Sélection et nomination
- César 2017 : César de la meilleure actrice pour Judith Chemla
- Mostra de Venise 2016 : Sélection officielle